# 努瓦耶勒戈多
努瓦耶勒戈多（法語：Noyelles-Godault，法語發音：[nwajɛl ɡɔdo]）是法国上法兰西大区加来海峡省的一个市镇，属于朗斯区和朗斯城市公共社区。

## 地理
努瓦耶勒戈多（50°25'12"N, 2°59'38"E）面积5.45 平方千米，位于法国上法蘭西大區加来海峡省，该省份为法国北部沿海省份，西北濒北海，南至索姆省，东临北部省。
与努瓦耶勒戈多接壤的市镇（或旧市镇、城区）包括：埃万马尔迈松、埃凯尔尚、库尔塞勒莱朗斯、杜尔日、埃南-博蒙。
努瓦耶勒戈多的时区为UTC+01:00、UTC+02:00（夏令时）。

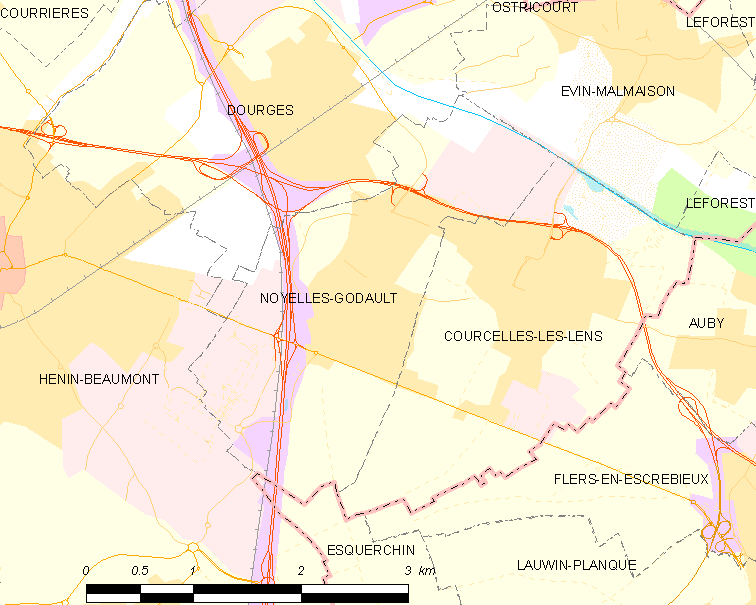
努瓦耶勒戈多的OSM定位图

## 行政
努瓦耶勒戈多的邮政编码为62950，INSEE市镇编码为62624。

## 政治
努瓦耶勒戈多所属的省级选区为埃南-博蒙第二县。

## 人口

1962-2008年间努瓦耶勒戈多人口变化图示

努瓦耶勒戈多于2022年1月1日时的人口数量为5949人。